# Erodium corsicum
Erodium corsicum är en näveväxtart som beskrevs av Léman. Erodium corsicum ingår i släktet skatnävor, och familjen näveväxter. Inga underarter finns listade i Catalogue of Life.